# Mi gente (canción de Héctor Lavoe)
«Mi gente» es una canción del cantante de salsa puertorriqueño, Héctor Lavoe. Es la octava y última canción en su álbum de 1975 , La Voz.
La letra y composición fue hecha por Johnny Pacheco, la canción se tocó por primera vez en el concierto de la Fania All Stars (de la cual Héctor fue integrante), realizado en el Coliseo Roberto Clemente, en San Juan (Puerto Rico) para el año 1973; esta versión en vivo fue lanzada en el año 2009 por el sello Fania como San Juan 73'. Para 1974, la canción volvería a ser grabada pero en formato de estudio formando parte del primer álbum como solista de Héctor Lavoe, La Voz, lanzado en 1975.
El tema «Mi Gente» ha aparecido en el videojuego: "Grand Theft Auto: Vice City Stories" y en la película Carlito's Way protagonizada por Al Pacino.

## Otras versiones
- La versión que cantó Marc Anthony, fue para la película El Cantante.[4]
- Domingo Quiñones interpretó esta canción para la obra ¿Quién Mató a Héctor Lavoe?.[5]
- La Fania All Stars toca la canción en sus presentaciones como homenaje a Héctor Lavoe.

## Músicos
- Voz - Héctor Lavoe
- Coros - Héctor Lavoe, Willie Colón, Rubén Blades y Willie García
- Trombones - Tom Malon y José Rodríguez
- Trompetas - Ray Maldonado(solo en Mi Gente) y Héctor Zarzuela
- Piano - Mark Dimond
- Bajo - Eddie “Guagua” Rivera
- Bongo - José Mangual Jr.
- Conga - Milton Cardona
- Timbales - Nicky Marrero